# Nezahualcóyotl (métro de Mexico)
Nezahualcóyotl est une station de la Ligne B du métro de Mexico. Elle se trouve dans la municipalité de  Nezahualcóyotl, État de Mexico.

## La station
La station est ouverte en 2000.
La station est représentée par le glyphe de Nezahualcóyotl et son nom lui vient de la municipalité dans laquelle elle se situe. Auparavant, et jusqu'en 2002, la station était appelée Continentes et était représentée par une carte du monde de style Mollweide. Ce nom lui venait de l'avenue où elle se trouve.